# ازدرافکو راجنوویچ
ازدرافکو راجنوویچ (سیریلیک صربی: Здравко Рађеновић؛ زادهٔ ۵ سپتامبر ۱۹۵۲) بازیکن هندبال اهل یوگسلاوی بود.